# Inevitable (pjesma)
"Inevitable" je pjesma kolumbijske pjevačice Shakire. Pjesma je objavljena 16. prosinca 1998. godine kao treći singl s njenog albuma ¿Dónde Están los Ladrones?. Pjesmu su napisali i producirali Shakira i L.F. Ochoa. Snimljena je i engleska verzija pjesme pod nazivom "Inevitable".

## Videospot
U spotu za pjesmu "Inevitable" Shakira se nalazi na pozornici i pjeva pred žirijem na audiciji. Dijelovi spota koristili su se za Pepsi reklamu. 

## Uspjeh pjesme
Pjesma se plasirala na trećoj poziciji ljestvice Hot Latin Songs i drugoj poziciji ljestvice Latin Pop Airplay.

## Ljestvice
| Ljestvice (1999.)     | Najviša pozicija |
| --------------------- | ---------------- |
| SAD Hot Latin Songs   | 3                |
| SAD Latin Pop Airplay | 2                |